# Сан Бернардино (Кунео)
Сан Бернардино је насеље у Италији у округу Кунео, региону Пијемонт.
Према процени из 2011. у насељу је живело 191 становника. Насеље се налази на надморској висини од 442 м.